# مینی استادی
مینی استادی ورزشگاه خانگی باشگاه فوتبال بارسلونا بی است که در سپتامبر سال ۱۹۸۲ تأسیس گردیده است و می‌تواند ۱۵،۲۷۶ نفر را در خود جای دهد.